# Ochropleura rubricosta
Ochropleura rubricosta là một loài bướm đêm trong họ Noctuidae.